# رالف حبيب
رالف حبيب (بالفرنسية: Ralph Habib)‏ (باريس 29 يونيو 1912 - باريس 27 يونيو/حزيران 1969) مخرج سينمائي فرنسي من أصل لبناني. له العديد من الأفلام المشهورة منها Les Compagnes de la nuit و La Rage au corps و La Loi des rues و The Black Chapel (إنتاج فرنسي ألماني مشترك) بالإضافة إلى فيلم Le Passager clandestin والأخير مع المخرج الأسترالي لي روبينسون، والنسخة الإنجليزية للفيلم المشترك بعنوان The Stowaway ونشر عام 1958

## وصلات خارجية
- رالف حبيب على موقع IMDb (الإنجليزية)
- رالف حبيب على موقع ألو سيني (الفرنسية)
- رالف حبيب على موقع أول موفي (الإنجليزية)
- رالف حبيب على موقع قاعدة بيانات الأفلام السويدية (السويدية)
- رالف حبيب على موقع قاعدة بيانات الفيلم (الإنجليزية)
- رالف حبيب على موقع كينوبويسك (الروسية)

- موقع imdb عن رالف حبيب